# ۸۸ (پیش از میلاد)

## درگذشت
- مهرداد دوم پادشاه پارتی ایران
- دیمتریوس سوم پادشاه سلوکی